# Leichtathletik-Länderkampf der Männer 1971 Sowjetunion – BR Deutschland
| 13. Leichtathletik-Länderkampf mit bundesdeutscher Beteiligung 1971 | 13. Leichtathletik-Länderkampf mit bundesdeutscher Beteiligung 1971 |
| ------------------------------------------------------------------- | ------------------------------------------------------------------- |
|                                                                     |                                                                     |
| Ländervergleich der Männer: Sowjetunion – BR Deutschland            |                                                                     |
| Austragungsort                                                      | Kiew                                                                |
| Wettbewerbe                                                         | 20                                                                  |
| Datum                                                               | 18./19. September                                                   |
| 1. URS 2. FRG                                                       | 114 Punkte 098 Punkte                                               |
| Chronik                                                             |                                                                     |
| ← FRG-URS 5kampf (F)                                                | URS-FRG (F) →                                                       |

Den dreizehnten Vergleich des Länderkampfjahres 1971 trugen die Männer am 18./19. September aus. Eine Woche nach den Begegnungen der Fünfkämpferinnen und Zehnkämpfer zwischen der Bundesrepublik Deutschland und der Sowjetunion in München gab es in Kiew Länderkämpfe mit dem allgemeinen leichtathletischen Programm der Männer und parallel auch der Frauen zwischen den beiden Ländern. Für die Männer kam es zu ihrem nun dritten Aufeinandertreffen mit der stärksten Leichtathletiknation Europas der vergangenen Jahre, die allerdings bei den diesjährigen Europameisterschaften in der Medaillenwertung zum ersten Mal hinter der DDR gelandet war. Nach dem völlig überraschenden bundesdeutschen Sieg in Augsburg 1958 und dem sowjetischen Erfolg 1959 in Moskau lautete die bisherige Bilanz zwischen den beiden Ländern eins zu eins.

## Wettbewerb und Modus
Auf dem Programm standen die bei Länderkämpfen üblichen zwanzig Disziplinen. Aus dem olympischen Wettbewerbskatalog fehlten nur der Marathonlauf, die beiden Gehdisziplinen und der Zehnkampf. Gewertet wurde nach dem Standardsystem.

## Ergebnis
Im läuferischen Bereich ging es sehr eng zu. Beide Länder verbuchten in dieser Kategorie je fünf Wettbewerbssiege für sich, die Bundesrepublik mit einem, die Sowjetunion mit zwei Doppelerfolgen. Die Staffeln gingen beide an die bundesdeutschen Athleten. Die sowjetischen Techniker beherrschten den Wettkampf mit sechs Siegen bei vier Doppelerfolgen deutlich. Für die bundesdeutschen Sportler blieben hier nur die Siege im Weitsprung und Diskuswurf. Damit entschied die UdSSR das Aufeinandertreffen mit 114 zu 98 Punkten für sich und übernahm in der Bilanz mit zwei zu eins die Führung. Die bundesdeutschen Männer steckten so ihre dritte und letzte Saisonniederlage ein.

## Resultate

### 100 m
| Platz | Athlet                 | Land | Zeit (s) |
| ----- | ---------------------- | ---- | -------- |
| 1     | Alexandr Korneljuk     | URS  | 10,3     |
| 2     | Gerhard Wucherer       | FRG  | 10,4     |
| 3     | Franz-Peter Hofmeister | FRG  | 10,5     |
| 4     | Alexander Lebedew      | URS  | 10,5     |

Datum: 18. September

### 200 m
| Platz | Athlet                 | Land | Zeit (s) |
| ----- | ---------------------- | ---- | -------- |
| 1     | Franz-Peter Hofmeister | FRG  | 20,6     |
| 2     | Gerhard Wucherer       | FRG  | 21,0     |
| 3     | Wladimir Lowezki       | URS  | 21,2     |
| 4     | Alexander Schidkich    | URS  | 21,3     |

Datum: 19. September

### 400 m
| Platz | Athlet                 | Land | Zeit (s) |
| ----- | ---------------------- | ---- | -------- |
| 1     | Hermann Köhler         | FRG  | 46,4     |
| 2     | Semjon Kotscher        | URS  | 46,6     |
| 3     | Horst-Rüdiger Schlöske | FRG  | 47,0     |
| 4     | Alexander Brattschikow | URS  | 47,4     |

Datum: 18. September

### 800 m
| Platz | Athlet                   | Land | Zeit (min) |
| ----- | ------------------------ | ---- | ---------- |
| 1     | Paul-Heinz Wellmann      | FRG  | 1:50,9     |
| 2     | Iwan Iwanow              | URS  | 1:51,1     |
| 3     | Stanislaw Meschtscherski | URS  | 1:51,3     |
| 4     | Jens-Bodo Fried          | FRG  | 1:51,6     |

Datum: 18. September

### 1500 m
| Platz | Athlet                | Land | Zeit (min) |
| ----- | --------------------- | ---- | ---------- |
| 1     | Harald Norpoth        | FRG  | 3:58,2     |
| 2     | Michail Schelobowski  | URS  | 3:59,6     |
| 3     | Wolodymyr Pantelej    | URS  | 4:00,0     |
| 4     | Karl-Heinz Schirmeier | FRG  | 4:01,3     |

Datum: 19. September

### 5000 m
| Platz | Athlet                | Land | Zeit (min) |
| ----- | --------------------- | ---- | ---------- |
| 1     | Manfred Letzerich     | FRG  | 14:01,4    |
| 2     | Nikolai Swiridow      | URS  | 14:01,4    |
| 3     | Wladimir Schamschurin | URS  | 14:02,2    |
| 4     | Werner Girke          | FRG  | 14:03,0    |

Datum: 19. September

### 10.000 m
| Platz | Athlet                 | Land | Zeit (min) |
| ----- | ---------------------- | ---- | ---------- |
| 1     | Raschid Scharafetdinow | URS  | 29:16,2    |
| 2     | Pawel Andrejew         | URS  | 29:17,0    |
| 3     | Jens Wollenberg        | FRG  | 29:19,8    |
| 4     | Lutz Philipp           | FRG  | 29:27,6    |

Datum: 18. September

### 110 m Hürden
| Platz | Athlet                 | Land | Zeit (s) |
| ----- | ---------------------- | ---- | -------- |
| 1     | Boris Pischtschulin    | URS  | 13,7     |
| 2     | Anatoli Moschiaschwili | URS  | 13,9     |
| 3     | Werner Trzmiel         | FRG  | 14,3     |
| 4     | Manfred Schumann       | FRG  | 14,4     |

Datum: 19. September

### 400 m Hürden
| Platz | Athlet                   | Land | Zeit (s) |
| ----- | ------------------------ | ---- | -------- |
| 1     | Wjatscheslaw Skomorochow | URS  | 50,6     |
| 2     | Werner Reibert           | FRG  | 51,2     |
| 3     | Dmitri Stukalow          | URS  | 52,7     |
| 4     | Dieter Büttner           | FRG  | 53,2     |

Datum: 19. September
Dieter Büttner erreichte das Ziel mit einer Verletzung.

### 3000 m Hindernis
| Platz | Athlet               | Land | Zeit (min) |
| ----- | -------------------- | ---- | ---------- |
| 1     | Pawel Syssojew       | URS  | 8:39,6     |
| 2     | Hans-Dieter Schulten | FRG  | 8:41,8     |
| 3     | Willi Wagner         | FRG  | 8:44,0     |
| 4     | Romuald Bitte        | URS  | 9:04,8     |

Datum: 19. September
Romuald Bitte stürzte, lief aber anschließend ins Ziel.

### 4 × 100 m Staffel
| Platz | Besetzung      | Land                                                                      | Zeit (s) |
| ----- | -------------- | ------------------------------------------------------------------------- | -------- |
| 1     | BR Deutschland | Manfred Ommer Klaus-Dieter Bieler Gerhard Wucherer Franz-Peter Hofmeister | 39,5     |
| 2     | Sowjetunion    | Alexandr Korneljuk Alexander Lebedew Alexander Schidkich Wladimir Lowezki | 39,5     |

Datum: 18. September

### 4 × 400 m Staffel
| Platz | Besetzung      | Land                                                               | Zeit (min) |
| ----- | -------------- | ------------------------------------------------------------------ | ---------- |
| 1     | BR Deutschland | Bernd Herrmann Horst-Rüdiger Schlöske Thomas Jordan Hermann Köhler | 3:08,2     |
| 2     | Sowjetunion    | Leonid Koroljow Wladimir Nossenko Semjon Kotscher Dmitri Stukalow  | 3:08,4     |

Datum: 19. September

### Hochsprung
| Platz | Athlet             | Land | Höhe (m) |
| ----- | ------------------ | ---- | -------- |
| 1     | Jüri Tarmak        | URS  | 2,17     |
| 2     | Kęstutis Šapka     | URS  | 2,17     |
| 3     | Thomas Zacharias   | FRG  | 2,11     |
| 4     | Gunther Spielvogel | FRG  | 2,11     |

Datum: 19. September

### Stabhochsprung
| Platz | Athlet              | Land | Höhe (m) |
| ----- | ------------------- | ---- | -------- |
| 1     | Juri Issakow        | URS  | 5,10     |
| 2     | Hans-Jürgen Ziegler | FRG  | 5,10     |
| 3     | Volker Ohl          | FRG  | 5,10     |
| 4     | Jewgeni Tananika    | URS  | 5,00     |

Datum: 18. September

### Weitsprung
| Platz | Athlet             | Land | Weite (m) |
| ----- | ------------------ | ---- | --------- |
| 1     | Hans Baumgartner   | FRG  | 7,95      |
| 2     | Tõnu Lepik         | URS  | 7,74      |
| 3     | Alexei Ponomarenko | URS  | 7,65      |
| 4     | Josef Schwarz      | FRG  | 7,63      |

Datum: 18. September

### Dreisprung
| Platz | Athlet               | Land | Weite (m) |
| ----- | -------------------- | ---- | --------- |
| 1     | Gennadi Bessonow     | URS  | 16,24     |
| 2     | Hennadij Sawlewytsch | URS  | 16,07     |
| 3     | Michael Sauer        | FRG  | 15,53     |
| 4     | Joachim Kugler       | FRG  | 14,45     |

Datum: 18. September
Joachim Kugler zog sich während des Wettkampfs eine Verletzung zu.

### Kugelstoßen
| Platz | Athlet               | Land | Weite (m) |
| ----- | -------------------- | ---- | --------- |
| 1     | Rimantas Plungė      | URS  | 20,10     |
| 2     | Waleri Woikin        | URS  | 20,07     |
| 3     | Heinfried Birlenbach | FRG  | 19,51     |
| 4     | Rolf Engels          | FRG  | 18,29     |

Datum: 18. September

### Diskuswurf
| Platz | Athlet             | Land | Weite (m) |
| ----- | ------------------ | ---- | --------- |
| 1     | Klaus-Peter Hennig | FRG  | 60,46     |
| 2     | Wladimir Ljachow   | URS  | 60,12     |
| 3     | Hein-Direck Neu    | FRG  | 58,78     |
| 4     | Wiktor Pensikow    | URS  | 57,50     |

Datum: 19. September

### Hammerwurf
| Platz | Athlet                | Land | Weite (m) |
| ----- | --------------------- | ---- | --------- |
| 1     | Josef Gamski          | URS  | 75,78     |
| 2     | Anatolij Bondartschuk | URS  | 73,22     |
| 3     | Uwe Beyer             | FRG  | 73,20     |
| 4     | Edwin Klein           | FRG  | 69,38     |

Datum: 19. September

### Speerwurf
| Platz | Athlet             | Land | Weite (m) |
| ----- | ------------------ | ---- | --------- |
| 1     | Jānis Lūsis        | URS  | 81,26     |
| 2     | Klaus Wolfermann   | FRG  | 79,64     |
| 3     | Hermann Schlechter | FRG  | 76,90     |
| 4     | Nikolai Grebnjew   | URS  | 75,40     |

Datum: 19. September